# Litchfield (Nebraska)
Litchfield – wieś w Stanach Zjednoczonych, w stanie Nebraska, w hrabstwie Sherman.